# Geronimo Dyogi
Geronimo „Ronnie” Samonte Dyogi (ur. 20 lipca 1949 w Manili, zm. 20 lipca 2016 w Sugar Land) – filipiński judoka. Olimpijczyk z Monachium 1972, gdzie zajął dwunaste miejsce w wadze półśredniej.
Uczestnik mistrzostw świata w 1969 i  1971. Brązowy medalista mistrzostw Azji w 1970 i 1974 roku.

## Letnie Igrzyska Olimpijskie 1972
| Konkurencja | Eliminacje             | Eliminacje               | Klas. końcowa |
| Konkurencja | Przeciwnik I           | Przeciwnik II            | Miejsce       |
| ----------- | ---------------------- | ------------------------ | ------------- |
| 70 kg       | Mok Cheuk Wing (HKG) Z | Gerold Jungwirth (AUT) P | 12.           |